# Kropidlak popielaty

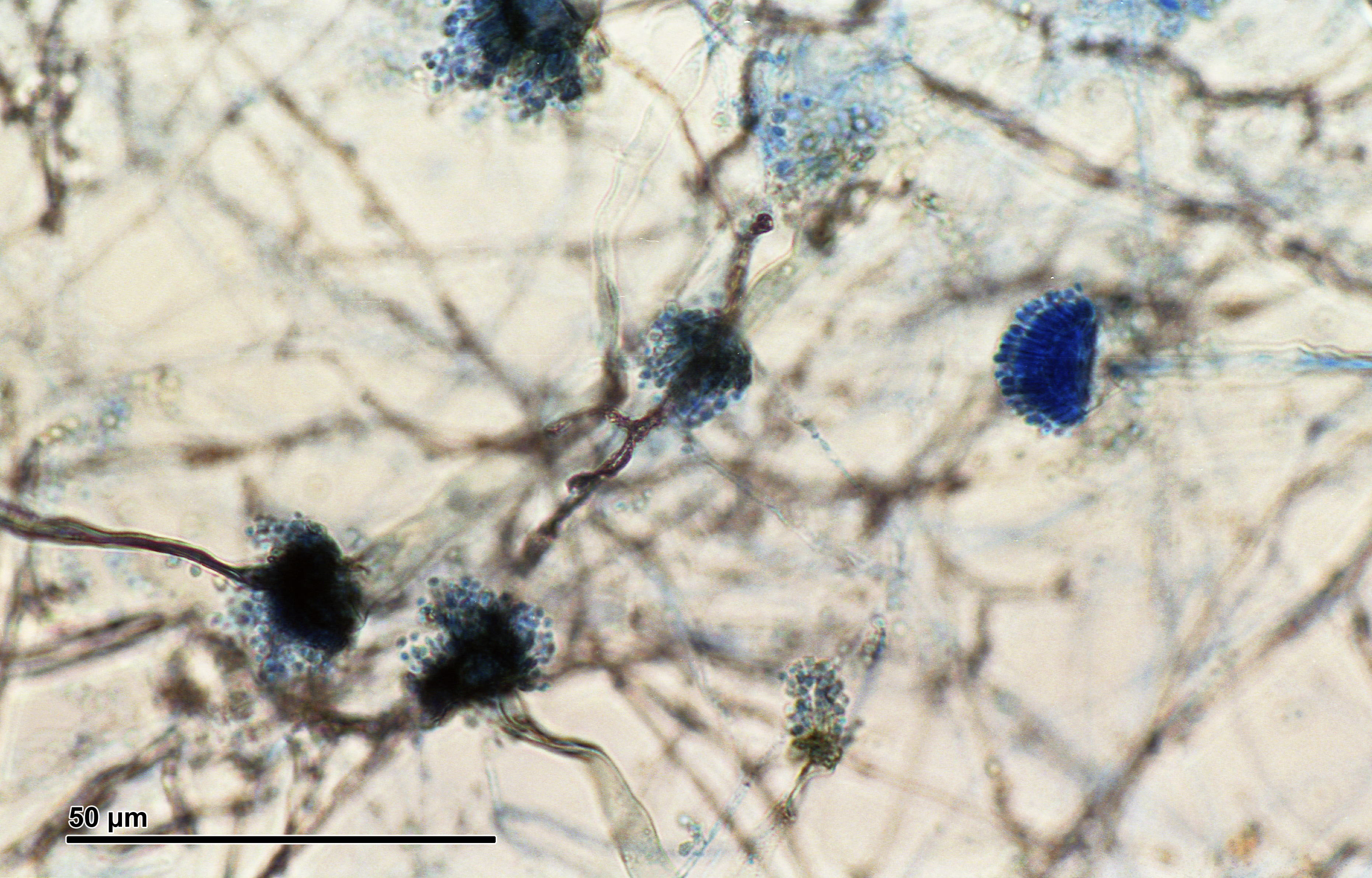

Kropidlak popielaty (Aspergillus fumigatus Fresenius) – gatunek grzybów z rzędu kropidlakowców (Eurotiales). Gatunek kosmopolityczny, występujący na całym świecie. Jest organizmem modelowym w badaniach naukowych.

## Systematyka i nazewnictwo
Pozycja w klasyfikacji według Index Fungorum: Aspergillus, Aspergillace, Eurotiales, Eurotiomycetidae, Eurotiomycetes, Pezizomycotina, Ascomycota, Fungi.
Takson ten po raz pierwszy zdiagnozowany został w 1863 r. przez Georga Freseniusa i według Index Fungorum nazwa podana przez tego autora jest prawidłowa. Później przez różnych autorów opisywany był pod różnymi nazwami i zaliczany do różnych rodzajów, wyróżniono też w jego obrębie różne podgatunki, odmiany i formy. Według Index Fungorum obecnie wszystkie one są synonimami Aspergillus fumigatus:
- Aspergillus fumigatus var. helvolus J.L. Yuill
- Aspergillus fumigatus var. fumigatus Fresenius, 1863
- Aspergillus fumigatus mut. fumigatus Fresenius, 1863
- Aspergillus fumigatus var. tumescens Kral ex Blumentritt, 1901
- Aspergillus fumigatus var. minimus Sartory, 1919
- Aspergillus fumigatus var. cellulosae Sartory, R. Sartory & J. Mey., 1935
- Aspergillus fumigatus var. coeruleus Malchevsk., 1939
- Aspergillus fumigatus var. lunzinense Svilv., 1941
- Aspergillus fumigatus var. acolumnaris J.N. Rai, S.C. Agarwal & J.P. Tewari, 1971
- Aspergillus fumigatus var. sclerotiorum J.N. Rai, S.C. Agarwal & J.P. Tewari, 1971
- Aspergillus fumigatus var. fulviruber J.N. Rai, J.P. Tewari & S.C. Agarwal, 1974
- Aspergillus fumigatus var. albus J.N. Rai, J.P. Tewari & S.C. Agarwal, 1974
- Aspergillus fumigatus mut. puniceus B.S. Mehrotra & M. Basu [as 'punicea'], 1980
- Aspergillus fumigatus var. griseibrunneus J.N. Rai & A. Singh bis, 1988
- Neosartorya fumigata O’Gorman, H.T. Fuller & P.S. Dyer, 2009

## Morfologia
Na podłożu Czapeka (CzA) kolonia rośnie szybko, na podłożu MEA jeszcze szybciej, na podłożu CREA wolno, wyrastają cienkie aksamitne kolonie o filcowatej strukturze głęboko pofałdowane lub skrajnie kosmate koloru białego, przechodzące stopniowo przez różne tonacje zielonego do niebiesko-zielonej, ciemnozielonej czasem szarej; spód kolonii jest bezbarwny lub podobnie jak grzybnie w różnych odcieniach zieleni, do ciemnego brązu. Główki konidioforów mają kolumnowy układ zarodników. Układ strzępek końcowych jest jednorzędowy obecne są tylko fialidy 5–10 × 2–3 μm. Zarodniki są okrągłe lub okrągławe, szorstkie oraz zielone o średnicy 2,5 × 3,0 μm.

## Występowanie
Występuje na całym świecie. Występuje w wyższych temperaturach na gnijących resztkach roślinnych, szczególnie obecny w powietrzu w oczyszczalniach biologicznych.

## Znaczenie
- Patogenny dla ssaków, ptaków oraz owadów[2].
- Jest główna przyczyną aspergilloz u pacjentów z obniżoną odpornością (szczególnie z neutropenią i po przeszczepieniu szpiku kostnego)[5].
- Powoduje ostre i przewlekłe inhalacyjne zakażenia dróg oddechowych u ludzi(aspergiloza, aspergiloma, płuco farmera)[2].
- Jest przyczyną grzybicy uszu, przewodu słuchowego, jamy sutkowej, oka i zatok przynosowych u ludzi[2].
- Kolonizuje często płuca o chorych z mukowiscydozą[2].
- Powoduje poronienia u bydła i koni[2].
- Powoduje aspergilozę u drobiu o często śmiertelnym przebiegu[2].
- Powoduje reakcje alergiczne u ludzi pod postacią kataru siennego i astmy oskrzelowej[2].
- Wytwarza mykotoksyny[2].